# Hart verloren
Hart verloren is de vierde single van het album Oya lélé van de meidengroep K3. De single kwam uit op 9 februari 2004.
De hoogste positie in Nederland in de Single Top 100 was plaats nummer 19 en stond 6 weken in de Single Top 100.
De hoogste positie in België in de Ultratop 50 was plaats nummer 30 en stond 8 weken in de Ultratop 50.

## Tracklist
1. Hart verloren (3:16)
2. Hart verloren (instrumentaal) (3:16)

## Hitnotering
Nederlandse Single Top 100
| Hart verloren in de Single Top 100 - binnen: 21-02-2004/Laatste Notering 27-03-2004 | Hart verloren in de Single Top 100 - binnen: 21-02-2004/Laatste Notering 27-03-2004 | Hart verloren in de Single Top 100 - binnen: 21-02-2004/Laatste Notering 27-03-2004 | Hart verloren in de Single Top 100 - binnen: 21-02-2004/Laatste Notering 27-03-2004 | Hart verloren in de Single Top 100 - binnen: 21-02-2004/Laatste Notering 27-03-2004 | Hart verloren in de Single Top 100 - binnen: 21-02-2004/Laatste Notering 27-03-2004 | Hart verloren in de Single Top 100 - binnen: 21-02-2004/Laatste Notering 27-03-2004 | Hart verloren in de Single Top 100 - binnen: 21-02-2004/Laatste Notering 27-03-2004 |
| Week                                                                                | 1                                                                                   | 2                                                                                   | 3                                                                                   | 4                                                                                   | 5                                                                                   | 6                                                                                   |                                                                                     |
| ----------------------------------------------------------------------------------- | ----------------------------------------------------------------------------------- | ----------------------------------------------------------------------------------- | ----------------------------------------------------------------------------------- | ----------------------------------------------------------------------------------- | ----------------------------------------------------------------------------------- | ----------------------------------------------------------------------------------- | ----------------------------------------------------------------------------------- |
| Nummer                                                                              | 29                                                                                  | 19                                                                                  | 25                                                                                  | 29                                                                                  | 42                                                                                  | 51                                                                                  | uit                                                                                 |

Vlaamse Ultratop 50
| Hart verloren in de Ultratop 50 - binnen: 21-02-2004/Laatste Notering 10-04-2004 | Hart verloren in de Ultratop 50 - binnen: 21-02-2004/Laatste Notering 10-04-2004 | Hart verloren in de Ultratop 50 - binnen: 21-02-2004/Laatste Notering 10-04-2004 | Hart verloren in de Ultratop 50 - binnen: 21-02-2004/Laatste Notering 10-04-2004 | Hart verloren in de Ultratop 50 - binnen: 21-02-2004/Laatste Notering 10-04-2004 | Hart verloren in de Ultratop 50 - binnen: 21-02-2004/Laatste Notering 10-04-2004 | Hart verloren in de Ultratop 50 - binnen: 21-02-2004/Laatste Notering 10-04-2004 | Hart verloren in de Ultratop 50 - binnen: 21-02-2004/Laatste Notering 10-04-2004 | Hart verloren in de Ultratop 50 - binnen: 21-02-2004/Laatste Notering 10-04-2004 | Hart verloren in de Ultratop 50 - binnen: 21-02-2004/Laatste Notering 10-04-2004 |
| Week                                                                             | 1                                                                                | 2                                                                                | 3                                                                                | 4                                                                                | 5                                                                                | 6                                                                                | 7                                                                                | 8                                                                                |                                                                                  |
| -------------------------------------------------------------------------------- | -------------------------------------------------------------------------------- | -------------------------------------------------------------------------------- | -------------------------------------------------------------------------------- | -------------------------------------------------------------------------------- | -------------------------------------------------------------------------------- | -------------------------------------------------------------------------------- | -------------------------------------------------------------------------------- | -------------------------------------------------------------------------------- | -------------------------------------------------------------------------------- |
| Nummer                                                                           | 38                                                                               | 30                                                                               | 31                                                                               | 36                                                                               | 39                                                                               | 38                                                                               | 41                                                                               | 49                                                                               | uit                                                                              |